# Vágner Rogério Nunes
Vágner Rogério Nunes, conhecido apenas como Vágner (Bauru, 19 de março de 1973), é um ex-futebolista brasileiro que atuava como meio-campista.

## Carreira
Vágner nasceu em Bauru, foi morar no Rio de Janeiro, no bairro de Ramos, e cresceu em Londrina, no Paraná. Começou num projeto de atletismo em Londrina, com crianças carentes, antes de ser tornar jogador de futebol.
O Arapongas foi o primeiro clube a abrigar Vagner, em 1989. Com 16 anos, o Paulista de Jundiaí o encontrou e o tornou profissional. O salto posterior foi para o União São João, em 1993, que debutava na Série A com nomes como o novato lateral-esquerdo Roberto Carlos e o veterano Eder Aleixo no elenco.
Saiu do União por não concordar com seu contrato, sofreu com o desemprego por alguns meses, treinou sozinho até ser contratado como reforço de emergência do Santos em 1995. Se destacou no clube, onde foi campeão do Rio-São Paulo em 1997 e vice-campeão Brasileiro em 1995.
Foi adquirido pelo Roma, onde o treinador tcheco Zdenek Zeman o comparou ao francês Michel Platini. Mas envolveu-se em confusões por não concordar com a reserva e não foi muito aproveitado. No clube, atuou apenas 16 jogos e não marcou nenhum gol.
Por empréstimo atuou no Vasco da Gama, que o consagrou jogando improvisado na lateral-direita, setor carente na época, onde se destacou. Estreou na partida contra o Madureira, jogando de meia, e marcou um gol. Pelo clube, foi campeão da Libertadores em 1998, além de ganhar o Carioca de 98 e o Rio-São Paulo de 99.
Em 1999 transferiu-se ainda em regime de empréstimo para o São Paulo, onde jogou como segundo volante e nessa posição pôde demonstrar suas extraordinárias habilidade e visão de jogo. Pelo clube, venceu o Campeonato Paulista em 2000. O então volante teve problemas com o técnico Levir Culpi e deixou o clube. Pelo Tricolor do Morumbi, Vágner atuou em 54 partidas (38 vitórias, 4 empates, 12 derrotas) e marcou 4 gols.
Após a Copa do Brasil, foi adquirido pelo Celta de Vigo, onde jogou por alguns anos, sagrando-se ídolo por aquele clube. Foram quatro temporadas em que marcou dezenas de gols e atuou na Liga dos Campeões. Pelas boas atuações no Campeonato Espanhol, foi convocado para a Seleção Brasileira, onde disputou a Copa das Confederações de 2001, sendo reserva de Leomar.
Foi repatriado pela última vez pelo Atlético Mineiro em 2005, onde não teve muitas oportunidades e atuou por apenas 3 meses. Logo após, encerrou a sua carreira precocemente aos 30 anos por conta das lesões.

### Pós-aposentadoria
Vágner se formou em Administração e fez pós-graduação em Teologia.
Em 2010, teve uma rápida passagem como diretor do Londrina.

## Títulos
Santos
- Torneio Rio-São Paulo: 1997

Vasco da Gama
- Campeonato Carioca: 1998
- Taça Libertadores da América: 1998
- Torneio Rio-São Paulo: 1999
- Taça Guanabara: 1998
- Taça Rio: 1998 e 1999

São Paulo
- Campeonato Paulista: 2000

Celta de Vigo
- Copa Intertoto da UEFA de 2000[12]
- Troféu Cidade de Vigo: 2000 e 2002
- Troféu Colombino: 2001
- Ibérica Cup: 2002